# Cosimo Nocera
Cosimo Vittorio Nocera (Secondigliano, 16 agosto 1938 – Foggia, 28 novembre 2012) è stato un calciatore italiano.

## Biografia
È lo zio di Francesco Nocera, anch'egli calciatore del Foggia negli anni ottanta in Serie C1, e in Serie B con le maglie di Cosenza, Avellino e Ancona.
È morto nel 2012 all'età di 74 anni.

## Carriera
Dopo gli inizi fra i Dilettanti con la maglia del Secondigliano nel 1959 approda al Calcio Foggia, dove resta per 10 stagioni, collezionando 60 presenze con 30 reti in Serie C, 118 partite e 53 gol in Serie B e 79 gare in Serie A con 18 marcature: risulta essere il maggior cannoniere di sempre della società pugliese, con 101 gol in campionato e 19 in Coppa Italia e tra i giocatori con più presenze nella squadra. Vinse la classifica dei cannonieri di serie B nella stagione 1962-1963 con 24 reti sulle 56 in totale segnate dalla squadra e si piazzò terzo l'anno seguente con 14 gol che contribuirono alla promozione della squadra in serie A. Storica la vittoria del Foggia per 3-2 (31/01/1965) sull'Inter campione del mondo. Nel 1969 si trasferisce alla Massiminiana, squadra con la quale scende in campo in Serie C altre 14 volte, segnando 5 reti.
È uno dei pochissimi giocatori ad aver segnato con la stessa maglia nelle tre massime categorie.
Conta inoltre una presenza in Nazionale A, nella gara amichevole Italia-Galles disputata a Firenze il 1º maggio 1965, segnando al 90' il gol del 4-1.
Agli inizi del XXI secolo ha aperto una scuola calcio, affiliata con l'U.S. Foggia, con terreno in erba sintetica.
Il 31 gennaio 2015, in occasione del cinquantesimo anniversario della vittoria del Foggia contro la Grande Inter di Helenio Herrera, l'associazione Emmerreventi e il giornalista sportivo Domenico Carella (su desiderio sulla famiglia Nocera) hanno chiesto e ottenuto dall'Amministrazione Comunale di Foggia l'intitolazione della Tribuna Ovest dello Stadio Comunale "Pino Zaccheria".

## Statistiche

### Cronologia presenze e reti in nazionale
| Cronologia completa delle presenze e delle reti in nazionale ― Italia | Cronologia completa delle presenze e delle reti in nazionale ― Italia | Cronologia completa delle presenze e delle reti in nazionale ― Italia | Cronologia completa delle presenze e delle reti in nazionale ― Italia | Cronologia completa delle presenze e delle reti in nazionale ― Italia | Cronologia completa delle presenze e delle reti in nazionale ― Italia | Cronologia completa delle presenze e delle reti in nazionale ― Italia | Cronologia completa delle presenze e delle reti in nazionale ― Italia |
| Data                                                                  | Città                                                                 | In casa                                                               | Risultato                                                             | Ospiti                                                                | Competizione                                                          | Reti                                                                  | Note                                                                  |
| --------------------------------------------------------------------- | --------------------------------------------------------------------- | --------------------------------------------------------------------- | --------------------------------------------------------------------- | --------------------------------------------------------------------- | --------------------------------------------------------------------- | --------------------------------------------------------------------- | --------------------------------------------------------------------- |
| 1-5-1965                                                              | Firenze                                                               | Italia                                                                | 4 – 1                                                                 | Galles                                                                | Amichevole                                                            | 1                                                                     | 46’                                                                   |
| Totale                                                                |                                                                       | Presenze                                                              | 1                                                                     |                                                                       | Reti                                                                  | 1                                                                     |                                                                       |

## Palmarès

### Club

#### Competizioni nazionali
- Serie C: 2

Foggia: 1959-1960, 1961-1962

### Individuale
- Capocannoniere della Serie B: 1

1962-1963 (24 gol)